# William Shawn McKnight
William Shawn McKnight (Wichita, 26 giugno 1968) è un arcivescovo cattolico statunitense, dall'8 aprile 2025 arcivescovo metropolita di Kansas City.

## Biografia
William Shawn McKnight è nato Wichita, nel Kansas, il 26 giugno 1968 ed è cresciuto in una numerosa famiglia cattolica. Suo padre, William McKnight, è rimasto ucciso in un incidente in barca insieme al padre e a un fratello. Aveva 18 mesi al momento dell'incidente. Sua madre, Mary, si è risposata con Gary Schaeffer e hanno avuto sette figli, una femmina e sei maschi. Quattro dei fratelli di McKnight hanno prestato servizio nell'Esercito degli Stati Uniti.

### Formazione e ministero sacerdotale
Nel 1990 ha conseguito il Bachelor of Arts in biochimica presso l'Università di Dallas. Entrato in seminario, ha compiuto gli studi ecclesiastici presso il Pontificio collegio Josephinum a Columbus dal 1990 al 1994. Successivamente ha ottenuto la licenza nel 1999 e il dottorato nel 2001 in teologia sacramentale presso il Pontificio ateneo Sant'Anselmo a Roma.
Durante l'estate del suo anno di diaconato ha prestato servizio come cappellano militare nell'Aeronautica militare. Il 28 maggio 1994 è stato ordinato presbitero per la diocesi di Wichita. In seguito è stato vicario parrocchiale della parrocchia del Santissimo Sacramento a Wichita dal 1994 al 1997; amministratore parrocchiale della parrocchia di San Patrizio a Chanute nel 1999; cappellano e professore aggiunto presso la Newman University di Wichita dal 2000 al 2001; parroco della parrocchia di San Marco evangelista a Colwich dal 2000 al 2003; direttore diocesano del culto divino, membro del collegio dei consultori e membro del consiglio presbiterale dal 2000 al 2005; direttore della liturgia dal 2003 al 2007, professore assistente dal 2003 al 2008, decano degli studenti dal 2004 al 2006, direttore della formazione dal 2006 al 2007 e vicepresidente per lo sviluppo e le relazioni con gli ex allievi dal 2007 al 2008 presso il Pontificio collegio Josephinum a Columbus; parroco della parrocchia del Santissimo Sacramento a Wichita dal 2008 al 2010; membro della Facoltà del seminario dell'arciabbazia di Saint Meinrad, nell'Indiana, per la formazione dei diaconi permanenti dal 2005 al 2010 e direttore esecutivo dell'ufficio per il clero e la vita consacrata della Conferenza dei vescovi cattolici degli Stati Uniti dal 2010 al 2015. Questo ufficio fornisce leadership e guida ai sacerdoti nel loro ministero, assiste il comitato episcopale per la protezione dell'infanzia e della gioventù e affronta le preoccupazioni del sacerdozio con il pubblico. Tornato in diocesi è stato parroco della parrocchia della Maddalena dal 2015.

### Ministero episcopale
Il 21 novembre 2017 papa Francesco lo ha nominato vescovo di Jefferson City. Ha ricevuto l'ordinazione episcopale il 6 febbraio successivo nella cattedrale di San Giuseppe a Jefferson City dall'arcivescovo metropolita di Saint Louis Robert James Carlson, co-consacranti il vescovo emerito di Jefferson City John Raymond Gaydos e il vescovo di Wichita Carl Alan Kemme. Durante la stessa celebrazione ha preso possesso della diocesi.
Nel gennaio del 2020 ha compiuto la visita ad limina.
L'8 aprile 2025 lo stesso papa lo ha nominato arcivescovo metropolita di Kansas City; è succeduto a Joseph Fred Naumann, dimessosi per raggiunti limiti di età. Il 27 maggio successivo ha preso possesso dell'arcidiocesi.
In seno alla Conferenza dei vescovi cattolici degli Stati Uniti è presidente del sottocomitato per le missioni cattoliche interne.
Ha pubblicato diversi articoli su temi pastorali sacramentali.

## Scienza in seminario
McKnight fa parte del team di pianificazione di un progetto finanziato dalla John Templeton Foundation presso la John Carroll University di University Heights per coinvolgere nuovamente la scienza nella formazione in seminario. Il team afferma che i loro sforzi "permetteranno ai seminaristi e ai chierici cattolici romani di impegnarsi nelle più grandi questioni della scienza che sono naturalmente parte dell'indagine teologica e pertinenti ai cristiani contemporanei che vivono in un mondo profondamente influenzato, se non dominato, dalla scienza e dalla tecnologia".

## Studio del diaconato permanente
McKnight ha scritto una dissertazione sul diaconato permanente sotto la guida di padre James Puglisi, un frate francescano dell'espiazione e direttore del Centro ecumenico di Roma. Le riviste Deacon Reader e The Newman Review hanno pubblicato alcuni scritti di McKnight sul diaconato. Il National Diaconate Institute for Continuing Education e altri programmi sul diaconato hanno invitato McKnight come relatore in diversi incontri.
Nel 2005, McKnight ha tenuto un corso presso il Pontificio collegio Josephinum intitolato "Il diacono di rito latino". Per il programma di formazione del diaconato permanente del seminario dell'arciabbazia di Saint Meinrad ha tenuto un corso intitolato "Teologia del diacono" dal 2005 al 2010.
È l'autore di Understanding the diaconate. L'opera è stata pubblicata dalla Catholic University of America Press e in essa afferma: "Capire il diaconato aggiunge le risorse della sociologia e dell'antropologia alle fonti teologiche delle Scritture, della liturgia, dei testi dell'era patristica, dei teologi e degli insegnamenti del magistero per concludere che il diacono può essere inteso come intermediario sociale e simbolo di comunità al servizio della partecipazione dei laici alla vita e alla missione della Chiesa. Questa ricerca propone il diacono come "servitore del vincolo di comunione all'interno della Chiesa facilitando il rapporto tra il vescovo o il sacerdote e il suo popolo, e tra il popolo di Dio e l'individuo bisognoso".

## Genealogia episcopale
La genealogia episcopale è:
- Cardinale Scipione Rebiba
- Cardinale Giulio Antonio Santori
- Cardinale Girolamo Bernerio, O.P.
- Arcivescovo Galeazzo Sanvitale
- Cardinale Ludovico Ludovisi
- Cardinale Luigi Caetani
- Cardinale Ulderico Carpegna
- Cardinale Paluzzo Paluzzi Altieri degli Albertoni
- Papa Benedetto XIII
- Papa Benedetto XIV
- Cardinale Enrico Enriquez
- Arcivescovo Manuel Quintano Bonifaz
- Cardinale Buenaventura Córdoba Espinosa de la Cerda
- Cardinale Giuseppe Maria Doria Pamphilj
- Papa Pio VIII
- Papa Pio IX
- Cardinale Alessandro Franchi
- Cardinale Giovanni Simeoni
- Cardinale Antonio Agliardi
- Cardinale Basilio Pompilj
- Cardinale Adeodato Piazza, O.C.D.
- Cardinale Luigi Raimondi
- Arcivescovo John Robert Roach
- Arcivescovo Robert James Carlson
- Arcivescovo William Shawn McKnight